# إتش تي سي ون إكس
اتش تي سي ون اكس (بالإنجليزية: HTC one x) هو هاتف ذكي انتجته شركة اتش تي سي تم الإعلان عنه في 26 من فبراير عام 2012 في المؤتمر العالمي للجوال في برشلونة. يعمل بنظام أندرويد يحمل نسخة 4.0 التي يطلق عليها اسم آيس كريم ساندويتش.الجهاز مدعم بمعالج رباعي النواة، الهاتف ذو الشاشة بحجم 4.7 بوصة.
اصدرت شركة اتش تي سي أيضًا تحديثًا للهاتف سمي بـ اتش تي سي ون اكس بلس شمل بعض التغيرات من ضمنها:
- طبقة حماية خارجية من زجاج «غوريلا 2» المقاوم للصدمات والخدوش
- بطاريه بسعه 1800 مللي امبير
- نظام تشغيل اندرويد جيلي بين

## لمحة سريعة
- لابعاد: 134.36 × 69.9 × 8.9 مم
- الوزن: 130 جرامًا مع البطارية
- الشاشة: HD 720p touch

مقاس الشاشة: شاشة لمس بحجم 4.7 بوصة ودقة 1280 ×720 بكسل

## سرعة وحدة المعالجة المركزية (CPU)
1.5 جيجا هرتز، معالج رباعي النواة

## دعم الشبكات
HSPAسرعة النفاذ للحزم/WCDMA:
أوروبا/آسيا: 850/900/1900/2100 ميجا هرتز

## المستشعرات
- مستشعر Gyro
- مستشعر الحركة
- بوصلة رقمية
- مستشعر التقارب
- مستشعر الإضاءة المحيطة

## الكاميرا
- كاميرا ألوان بدقة 8 ميجابكسل مزودة بخاصية التركيز التلقائي، ومزودة بمصباح LED، ومستشعر BSI (لالتقاط صور أفضل في الإضاءة الخافتة)
- عدسات مزودة بفتحة F2.0 وبحجم 28 ملم
- تسجيل فيديو عالي الوضوح بدقة 1080 بكسل
- كاميرا أمامية بدقة 1.3 ميجا بكسل (720 بكسل للمحادثة المرئية)
- شريحة مخصصة للتصوير
- إمكانية التقاط صور متعددة في وضع التصوير المستمر
- خمس مستويات من الوميض التلقائي تُحدد وفقًا لمسافة البعد عن الشيء
- خاصية مانع اهتزاز الفيديو لإزالة الحركة الاهتزازية المزعجة

## نظام التشغيل
يعمل الجهاز على نظام تشغيل أندرويد 4.2.2 الواجهة 2.Sense 4.2

## الوسائط المتعددة
تنسيقات الصوت المدعومة:
- التشغيل: .aac و.amr و.ogg و.m4a و.mid و.mp3 و.wav و.wma (Windows Media Audio 9)
- لتسجيل: .amr

تنسيقات الفيديو المدعومة:
- 3gp و.3g2 و.mp4 و.wmv(Windows Media Video 9)، و.avi(MP4 ASP وMP3)
- التسجيل: .mp4

## البطارية
القدرة:
1800 مللي أمبير في الساعة

## التوصيل
- مقبس الصوت المجسم بحجم 3.5 ملم
- NFC3
- Bluetooth® مع aptX (Bluetooth® 4.0)
- تقنية Wi-Fi®: معيار IEEE 802.11 a/b/g/n
- تقنية DLNA® الخاصة بالوسائط التي تُبث لاسلكيًا من الهاتف إلى تلفاز أو حاسوب متوافق
- منفذ USB 2.0 مصغرة (خماسي المقبس) يحتوي على وصلة فيديو عالي الوضوح متحركة خاص بوصلة USB أو واجهة الوسائط المتعددة العالية الوضوح (HDMI) (يجب وجود كابل خاص لوصلة واجهة الوسائط المتعددة عالية الوضوح)

## الذاكرة
سعة التخزين الإجمالية:
32 جيجا بايت
ذاكرة الوصول العشوائي (RAM):
1 جيجابايت

## وصلات خارجية
- الموقع الرسمي[وصلة مكسورة]